# Spazio sinaptico

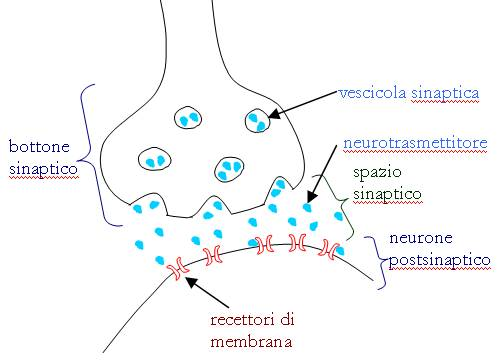
Lo spazio intersinaptico

Lo spazio intersinaptico (o fessura intersinaptica) è lo spazio fisico presente tra due terminazioni sinaptiche, e più precisamente tra una vescicola presinaptica, nella quale sono immagazzinati i neurotrasmettitori (e si trova alla fine di una diramazione assonica), e una zona del neurone postsinaptico che abbia recettori di membrana per il neurotrasmettitore in questione (che può essere su di un dendrite (eventualmente, una spina dendritica), sul soma del neurone o anche sull'assone).
Nello spazio intersinaptico viene rilasciato il neurotrasmettitore liberato per esocitosi dalle vescicole sinaptiche del terminale pre-sinaptico, e dunque si crea un'alta concentrazione del neurotrasmettitore in questione, le cui molecole avranno molte probabilità di legarsi ai recettori di membrana, e saranno infine degradate dall'azione di alcuni enzimi specifici (es: acetilcolinesterasi per l'acetilcolina, o le MAO per i neurotrasmettitori monoaminici).